# 普斯托伊島
普斯托伊島是俄羅斯的島嶼，屬於北地群島的一部分，位於十月革命島以西650米的喀拉海，由克拉斯諾亞爾斯克邊疆區負責管轄，長1.3公里、寬0.8公里，島上無人居住。